# Olha Schekel
Olha Schekel (Ukrainisch: Ольга Шекель; * 31. Mai 1994;  auch Olga Shekel) ist eine ukrainische Radsportlerin.

## Sportliche Laufbahn
Shekel gewann 2015 die Silbermedaille bei den U-23-Europameisterschaften im Einzelzeitfahren. 2018 und 2020 wurde sie Ukrainische Meisterin im Straßenrennen.

## Erfolge
2015
- U23 Vize-Europameisterin im Einzelzeitfahren

2018
- Ukrainische Meisterin im Straßenrennen

2019
- Ukrainische Meisterin im Straßenrennen

2020
- Ukrainische Meisterin im Einzelzeitfahren

2021
- Grand Prix Velo Erciyes
- Ukrainische Meisterin im Straßenrennen

2023
- Ladies Tour of Estonia

2024
- Ukrainische Meisterin – Straßenrennen